# Rocket Ride
«Rocket Ride» — песня группы Kiss с их концертного альбома 1977 года Alive II. (Это 19-й трек от начала на этом альбоме, он находится на четвёртой, последней стороне.)
Также песня была издана отдельным синглом. (Сингл вышел в феврале следующего, 1978 года. Это второй и последний сингл с того альбома, первым же была издана концертная версия песни «Shout It Out Loud».)
В США песня достигла 39 места в «Горячей сотне» журнала «Билборд» (Billboard Hot 100).

## Композиция
Песню написал гитарист группы Kiss Эйс Фрейли (вместе с Шоном Делейни).
В этой песне Эйс сам поёт (является лид-вокалистом), а также играет на соло-гитаре и на басу.
При этом «Энциклопедия KISS» отмечает, что это единственный трек на стороне 4 двойного альбома Alive II, на котором Эйс играет на гитаре, так как он не являлся в студию на сессии звукозаписи, когда записывались остальные четыре трека (попавшие на сторону 4).
«Энциклопедия KISS» называет «Rocket Ride» «дефинитивной» фрейлевской песней.

## Сюжет
Как пишет «Энциклопедия KISS», поскольку это песня группы KISS, можно с уверенностью утверждать, что вынесенная в название прогулка (верхом) на ракете (rocket ride) является пошлой метафорой. Тем не менее благодаря «парящей [гитарной] лепнине Эйса и [его] необычному голосу» песня одновременно источает и дух космического путешествия.

## Исполнения
Как пишет «Энциклопедия KISS», группа «Kiss редко играла [песню] «Rocket Ride» на концертах (если вообще играла), но сам Фрейли много раз исполнял её живьём во времена своей сольной карьеры».